# بطولة آسيان سوزوكي لكرة القدم 2010
بطولة كأس آسيان لكرة القدم 2010، يطلق عليها رسمياً كأس آسيان سوزوكي 2010 نظراً للراعي الرسمي سوزوكي، سوف تجري مبارياتها من 1-29 ديسمبر 2010.
وسوف تستضيف إندونيسيا وفيتنام في المرحلة الأولية من 1-7 ديسمبر لمجموعة الأولى و2-8 ديسمبر عن المجموعة الثانية. وتقام الدور نصف النهائي ذهاباً وإياباً على ان تقام مباريات الذهاب في 15 و 16 ديسمبر 2010 ، ومباريات الإياب في 18 و 19 ديسمبر 2010. المباراة النهائية سوف تلعب مبارتين، ذهاب وإياب في 26 ديسمبر 2010 و 29 ديسمبر 2010.

## المستضيفين
في 17 فبراير 2009 ، أعربت فيتنام عن رغبتها باستصافة الحدث لتكون البطولة الثامنة. وفي 21 أبريل 2009 ، أعلنت صحيفة فيتنامنيت الفيتنامية بأن فيتنام سوف تشارك في استضافة البطولة إلى جانب إندونيسيا.

## المدن والملاعب
| جاكارتا            | باندونغ ريغينسي            | هانوي                | هانوي               |
| ------------------ | -------------------------- | -------------------- | ------------------- |
| أستاد بونغ كارنو   | ملعب جالاك هاروبات سوريانغ | أستاد ماي دنه الوطني | ملعب هانغ داي       |
| عدد المقاعد 88,306 | عدد المقاعد: 40,000        | عدد المقاعد: 40,192  | عدد المقاعد: 18,000 |
|                    |                            |                      |                     |

## التصفيات
تصفيات البطولة سوف تلعب من 16 إلى 24 أكتوبر بين 4 منتخبات وهم  لاوس,  كمبوديا,  الفلبين و تيمور الشرقية
تم تعليق  بروناي من المشاركة في البطولات الدولية بسبب تدخل الحكومة في شؤون اتحاد بروناي لكرة القدم.

### الفرق المشاركة
المتأهلون لمسابقة حتى الآن:
- فيتنام
- تايلاند
- إندونيسيا
- سنغافورة
- ماليزيا
- ميانمار

## البطولة

### دور المجموعات

#### المجموعة الأولى
| فريق      | نق‍ | فر  | عل‍ | له | خس‍ | تع | فا | لع |
| --------- | -- | --- | -- | -- | -- | -- | -- | -- |
| إندونيسيا | 6  | 10+ | 1  | 11 | 0  | 0  | 2  | 2  |
| تايلاند   | 2  | 0   | 2  | 2  | 0  | 2  | 0  | 2  |
| ماليزيا   | 1  | 4−  | 5  | 1  | 1  | 1  | 0  | 2  |
| لاوس      | 1  | 6−  | 8  | 2  | 1  | 1  | 0  | 2  |

- إندونيسيا تذهب إلى الدور نصف نهائي.

| تايلاند | 2 – 2 | لاوس |
| ------- | ----- | ---- |
|         | تقرير |      |

| إندونيسيا | 1 – 5 | ماليزيا |
| --------- | ----- | ------- |
|           | تقرير |         |

| تايلاند | 0 – 0 | ماليزيا |
| ------- | ----- | ------- |
|         | تقرير |         |

| لاوس | 6 – 0 | إندونيسيا |
| ---- | ----- | --------- |
|      | تقرير |           |

| ماليزيا | -:- | لاوس |
| ------- | --- | ---- |
|         |     |      |

| إندونيسيا | -:- | تايلاند |
| --------- | --- | ------- |
|           |     |         |

#### المجموعة الثانية
| فريق     | نق‍ | فر | عل‍ | له | خس‍ | تع | فا | لع |
| -------- | -- | -- | -- | -- | -- | -- | -- | -- |
| الفلبين  | 4  | 2+ | 1  | 3  | 0  | 1  | 1  | 2  |
| سنغافورة | 4  | 1+ | 2  | 3  | 0  | 1  | 1  | 2  |
| فيتنام   | 3  | 4+ | 3  | 7  | 1  | 0  | 1  | 2  |
| ميانمار  | 0  | 7− | 9  | 2  | 2  | 0  | 0  | 2  |

| سنغافورة          | 1 – 1 | الفلبين    |
| ----------------- | ----- | ---------- |
| ك. غريتويتش 90+3' | تقرير | دوريتش 65' |

| فيتنام           | 1 – 7 | ميانمار                                                                                         |
| ---------------- | ----- | ----------------------------------------------------------------------------------------------- |
| أونغ كياو مو 16' | تقرير | ن.أ. دوك 13'، 66' · ن.م. فونغ 31' · ل.ت. تاي 51' · نغوين ترونغ هونغ 74'، 83' · N.V. Phong 90+5' |

| سنغافورة          | 1 – 2 | ميانمار                         |
| ----------------- | ----- | ------------------------------- |
| خين مونغ لوين 12' | تقرير | ألكساندر جوريتش 62' · Agu 90+3' |

| الفلبين | 0 – 2 | فيتنام                                |
| ------- | ----- | ------------------------------------- |
|         | تقرير | C. Greatwich 38' · فيل يونغهازبند 79' |

| ميانمار | -:- | الفلبين |
| ------- | --- | ------- |
|         |     |         |

| فيتنام | -:- | سنغافورة |
| ------ | --- | -------- |
|        |     |          |